# Амбулоцет
Амбулоцет (лат. Ambulocetus natans) — вид ископаемых китообразных из монотипического рода амбулоцетов (Ambulocetus), обитавших в эоцене 48,6—40,4 млн лет назад на территории современного Пакистана. Является «переходной формой» между наземными четвероногими млекопитающими и современными китообразными.
Родовое название означает «ходящий кит».

## Внешний вид
Внешне животное отдалённо напоминало нечто среднее между крокодилом и дельфином. На коже, возможно, была шерсть. Лапы перепончатые. Хвост и конечности были хорошо приспособлены для передвижения в водной среде. Зубы острые, треугольной формы. Длина животного составляла примерно 3 м, вес — около 300 кг.

## Образ жизни
Хищник. Скорее всего, он, подобно современным крокодилам поджидал добычу на дне озера, бросался на неё и затаскивал в воду. В воде этот «млекопитающий крокодил» передвигался посредством изгибаний спины и хвоста в вертикальной плоскости. На суше амбулоцет, подобно современным крокодилам, двигался неуклюже. Ночь животные проводили на берегу, недалеко от воды.

## В массовой культуре
- Ходячие киты амбулоцеты упоминаются в книге Джеймса Роллинса.
- В манге «Cage of Eden» амбулоцет атакует выживших.
- В книге Стивена Бакстера «Эволюция» амбулоцет упоминается среди представителей эоценовой фауны острова Элсмир.

## Галерея
- Амбулоцет в естественной среде обитания
- Фотография скелета амбулоцета
- Реконструкция скелета амбулоцета (белым окрашены найденные части)